# چکمه رانی
چکمه‌های رانی (به انگلیسی: Hip boot) یا همان‌طور که گاهی به آن‌ها می‌گویند، نوعی چکمه بلند هستند که در ابتدا برای پوشیدن ماهیگیران رودخانه طراحی شده بودند. چکمه‌های رانی معمولاً از لاستیک ساخته می‌شوند، همچنین ممکن است از پی‌وی‌سی، نایلون و/یا پلی‌استر ساخته شوند. مواد دیگری مانند پشم، پنبه و فوم برای افزایش گرما و راحتی استفاده می‌شود. چکمه‌ها به‌طور کامل پاها را تا بالای ران یا تا کمر می‌پوشانند. چکمه‌های رانی برای محافظت از پوشنده در برابر آب طراحی شده‌اند و اجازه می‌دهند به داخل آب‌های عمیق‌تر بروند. آنها همچنین به گرم نگه داشتن پاها و انگشتان کمک می‌کنند. چکمه‌های رانی توسط بسیاری از بوم‌شناسان، دانشمندان محیط‌زیست و زیست‌شناسان آبزی نیز پوشیده می‌شوند که آزمایش‌هایی را در باتلاق‌ها یا دریاچه‌ها برای تعیین کیفیت آب انجام می‌دهند.
چکمه‌های رانی کفش ضروری در هنگام سیل هستند.